# A2Sd (Inschrift)
A2Sd ist die Abkürzung einer Inschrift von Artaxerxes II. (A2). Sie wurde in Susa (S) entdeckt und von der Wissenschaft mit einem Index (d) versehen. Die Inschrift liegt in mehreren Fragmenten in altpersischer, elamischer und babylonischer Sprache vor.

## Inhalt
Nachdem der König seinen Rang, Namen und seine Ahnen bis zu Dareios I. aufgeführt hat, fährt er fort:

„Durch die Gunst von Ahuramazda ist dies der Palast, den ich zu meinen Lebzeiten als angenehmen Rückzugsort gebaut habe. Mögen Ahuramazda, Anaitis und Mithras mich und meinen Palast vor allem Bösen beschützen.“

„Eigene deutsche Übersetzung des englischen Zitats, das auf der altpersischen Sprachversion beruht.“

## Standort
Die Inschrift wurde auf Fragmenten von Säulenbasen des Palasts des Artaxerxes II. in Susa gefunden. Soweit bekannt befindet sich keines der Fragmente in situ (am Ursprungsort). Die meisten der Fragmente werden im Louvre aufbewahrt.

## Forschungsgeschichte
Fragmente von der Inschrift wurden nach Aussage von Franz Heinrich Weißbach vom englischen Archäologen William Loftus auf seinen Reisen in den Vorderen Orient zwischen 1849 und 1852 entdeckt. Franz Heinrich Weißbach lag in seiner Ausgabe von 1911 nur ein Teil der babylonischen Sprachversion vor. Bei französischen Grabungen westlich von Schaur wurden mehrere Fragmente entdeckt und 1972 von François Vallat veröffentlicht. Rüdiger Schmitt spricht von 11 Fragmenten, während Günter Schweiger 14 Fragmente aufzählt, wobei er noch zwei kleine zusätzliche Fragmente im Louvre gefunden hat. Manche Wissenschaftler gehen von sechs bedeuteten Fragmenten aus, die die dreisprachigen Sprachversionen bestätigen und den Inhalt erweitert haben.

## Rezeption
A2Sd wird meistens in einem Zug mit A2Sa erwähnt, da in beiden Inschriften Anahita und Mithra neben Ahuramazda als Schutzgottheiten angerufen werden und entsprechend gleich interpretiert werden.